# Xã Bethel, Quận Armstrong, Pennsylvania
Xã Bethel (tiếng Anh: Bethel Township) là một xã thuộc quận Armstrong, tiểu bang Pennsylvania, Hoa Kỳ. Năm 2010, dân số của xã này là 1.183 người.